# オリンパスE-システム

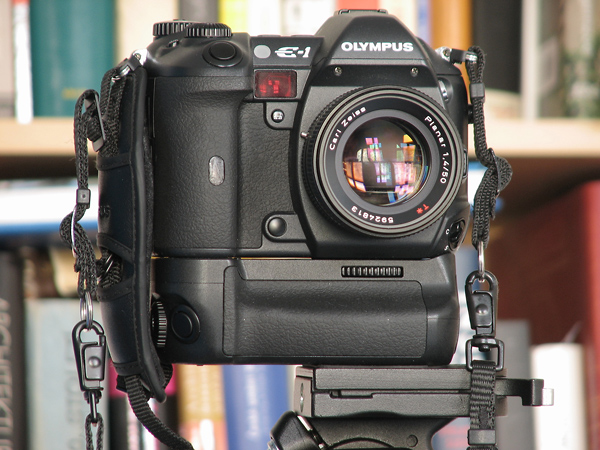
E-1

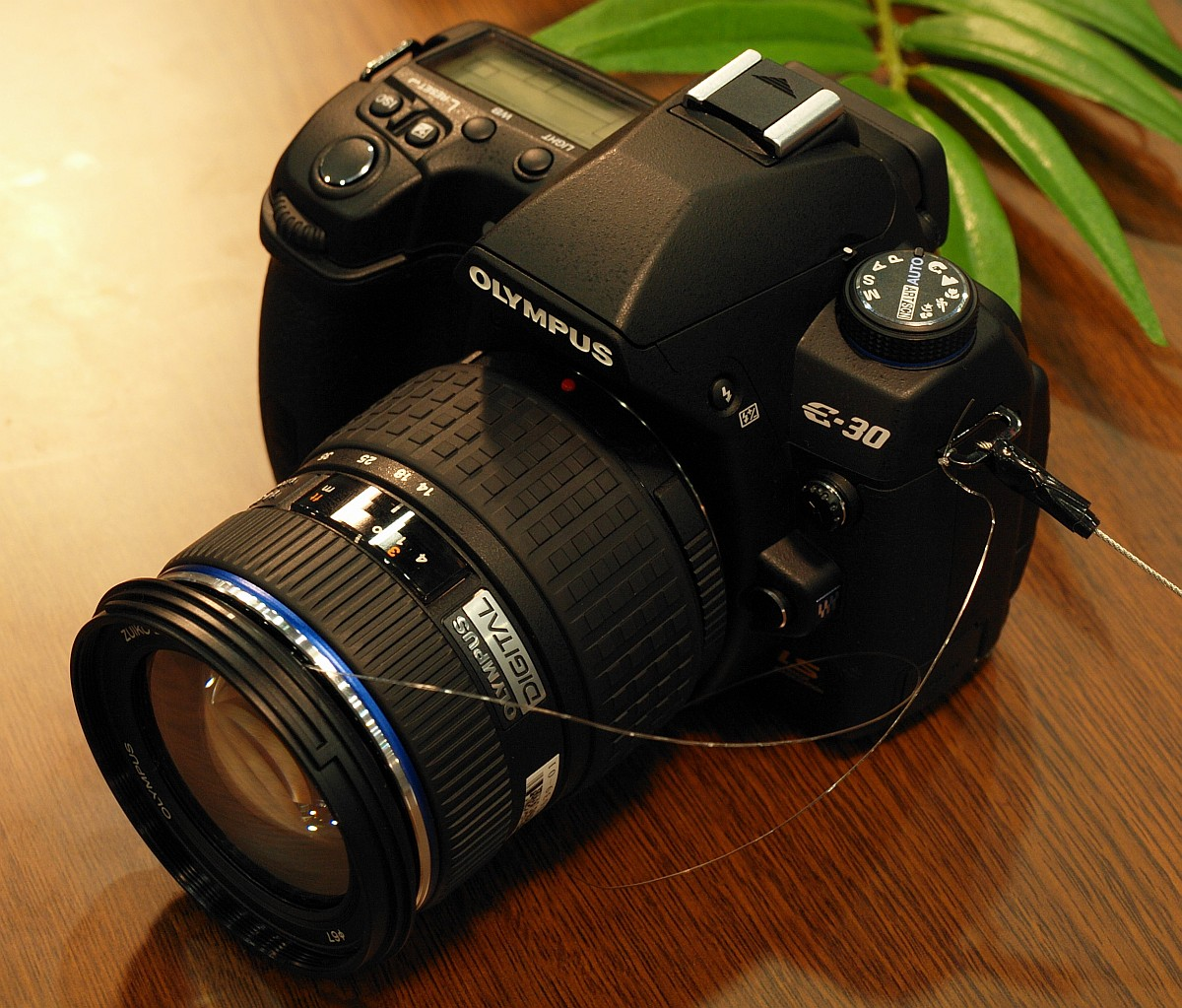
E-30

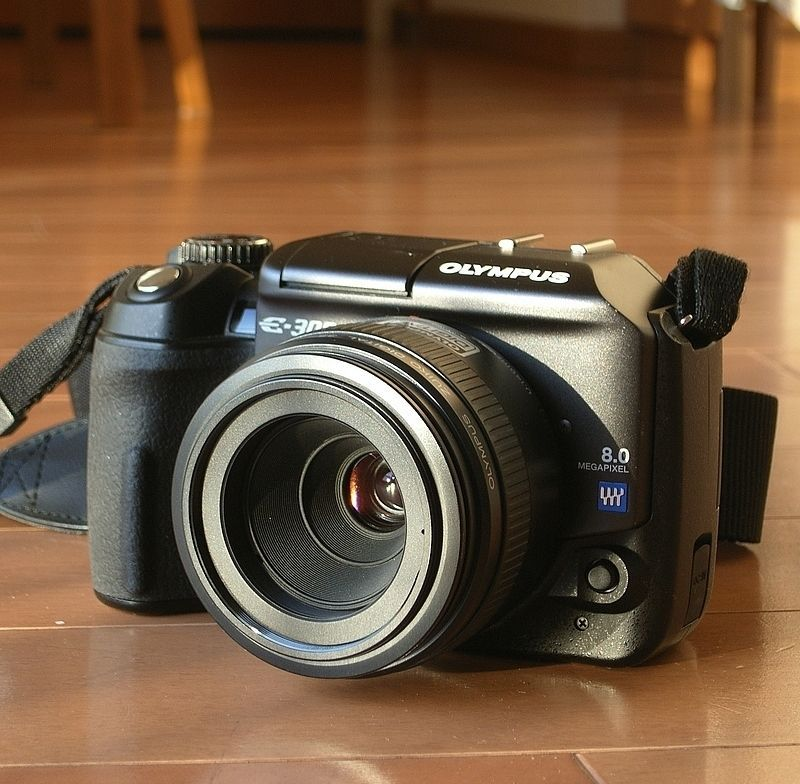
E-300

オリンパスE-システムは、オリンパスが開発した、「フォーサーズシステム規格」を採用するレンズ交換式デジタル一眼レフカメラ、およびそのシステム全体の総称である。

## 概要
オリンパスは、レンズ交換式デジタル一眼レフカメラシステムとして、コダックとともに規格提唱をおこなったデジタル一眼レフカメラシステム専用の新規格「フォーサーズシステム規格」を採用し、第1号機オリンパス E-1を2003年10月に発売した。以後、オリンパスによるデジタル一眼レフカメラシステムはオリンパスE-システムと呼ばれ、実質的に35mmフイルム一眼レフカメラシステムオリンパスOMシステムの後継ラインナップとしての役割を担ってきた。
交換レンズとしてはズイコーデジタルレンズをそろえているほか、フォーサーズシステムの他社のレンズも使用できる。従来のOMシステムとの互換性はないが、純正のマウントアダプターが準備されている。
俗に「コダックブルー」、「オリンパスブルー」と称される豊かな発色や、OMシステムの当時を髣髴させる高品位な商品ラインナップを構築している。また、E-330はレンズ交換式デジタル一眼レフとして初めて撮影時のライブビューに対応し、レンズ一体型デジタルカメラでは一般的なボディ背面の液晶ディスプレイでのフレーミングも可能になった。手ぶれ補正機構や超音波モーターによるAF駆動への対応が遅れているなどの一部弱点はあったが、E-510でボディ内手ぶれ補正機構を搭載、さらに超音波モーター「SWD（Supersonic Wave Drive）」搭載レンズの開発・発売によって次第に克服された。
オリンパスのデジタルカメラには、オリンパスE-システム以外にも、E-10・E-20というEで始まる型名のモデルが存在した。これらはレンズ交換式ではなくレンズ一体型であって、オリンパスE-システムではなくCAMEDIA Eシリーズに分類される。これに対して、2008年12月に発売されたE-30は、型番上はE-10・E-20に連なるようにも見えるものの、オリンパスE-システムのレンズ交換式デジタル一眼レフカメラである。
2013年10月に発売されたマイクロフォーサーズシステムのE-M1は、E-5の後継機であり、かつ、フォーサーズシステムとマイクロフォーサーズシステムを統合する機種と位置づけられた。そして、E-M1以降のオリンパスのレンズ交換式デジタルカメラの開発はマイクロフォーサーズのみに絞られ、フォーサーズシステムの新製品の計画はないとされている。

## カメラ一覧

### E1桁シリーズ
- オリンパス E-1 - 防塵防滴のプロフェッショナルユースを意識したフラグシップ機。2003年10月10日発売。
- オリンパス E-3 - 11点全点ツインクロスセンサーを搭載した世界最速AF、ボディ内手ぶれ補正機構を搭載したフラグシップ機。2007年11月23日発売。
- オリンパス E-5 - 新開発の高忠実度描写技術「ファインディテール処理」やアートフイルター、ハイビジョンムービー機能などを搭載したフラグシップ機。2010年10月29日発売。

### E2桁シリーズ
- オリンパス E-30 - アートフィルターなど新機能を搭載しつつ、さらに11点ツインクロス高速AFなどE-3と基本スペックは同じながら小型化を達成した、E-520とE-3の間を埋める中級機。2008年12月20日発売。

### E3桁シリーズ
- オリンパス E-300 - ペンタプリズムを廃して高さを抑えた斬新なデザインが話題を呼んだ。2005年1月28日発売（ボディ単体。レンズキットは2004年12月3日に先行発売）
- オリンパス E-500 - オーソドックスなスタイルで大幅な小型化・軽量化を実現した。2005年11月11日発売。
- オリンパス E-330 - デジタル一眼レフで初めてフルタイムライブビューを実現。2006年2月24日発売。
- オリンパス E-400 - E-500からさらに小型・軽量化した。2006年9月14日発売、日本では未発売。
- オリンパス E-410 - E-400の映像素子をLive MOSに変更し、ライブビューに対応した。2007年4月21日発売。
- オリンパス E-510 - オリンパスのデジタル一眼レフカメラでは初めてボディ内手ぶれ補正機構を搭載した。2007年6月29日発売。
- オリンパス E-420 - E-410のマイナーチェンジモデル。オリンパス初のハイスピードイメージャAF（コントラストAF）、SATなどコンパクト機やE-3譲りの機能を備えた。2008年4月18日発売。
- オリンパス E-520 - E-510のマイナーチェンジモデル。E-510にE-420と同様の改良を施し、手ぶれ補正機構も縦方向の流し撮りに対応した。2008年5月29日発売。
- オリンパス E-620 - E-400以来の新規型番モデル。E-420とほぼ同じ体積、E-520と同じ質量でフリーアングル液晶、7点全点ツインセンサーAF、ボディ内手ぶれ補正機構などを搭載している。発表時点では、手ぶれ補正内蔵デジタル一眼レフカメラにおいて世界最小、最軽量ボディーとうたわれた。2009年3月20日発売。
- オリンパス E-450 - E-420のマイナーチェンジモデル。画像処理エンジンがE-30やE-620と同じ「TruePic III+」となり、両機種の特徴であるアートフィルターを装備。ただし、6種類から選べたE-30およびE-620に対し、E-450に搭載するアートフィルターは、Pop Art、Soft Focus、Pin Hole（日本仕様でいう「トイフォト」）の3種類となっている。2009年5月15日欧州限定発売、日本未発売。
- オリンパス E-600 - E-620の廉価版モデル。バックライトボタンやアートフィルターの種類など一部の機能を省略している。2009年11月海外発売、日本未発売。

## レンズ
オリンパスのレンズについては、ズイコーデジタルレンズを参照。
その他、本システムで利用できるシグマ、パナソニック/ライカのレンズについては、フォーサーズシステム#交換レンズを参照。